# Graham Swift

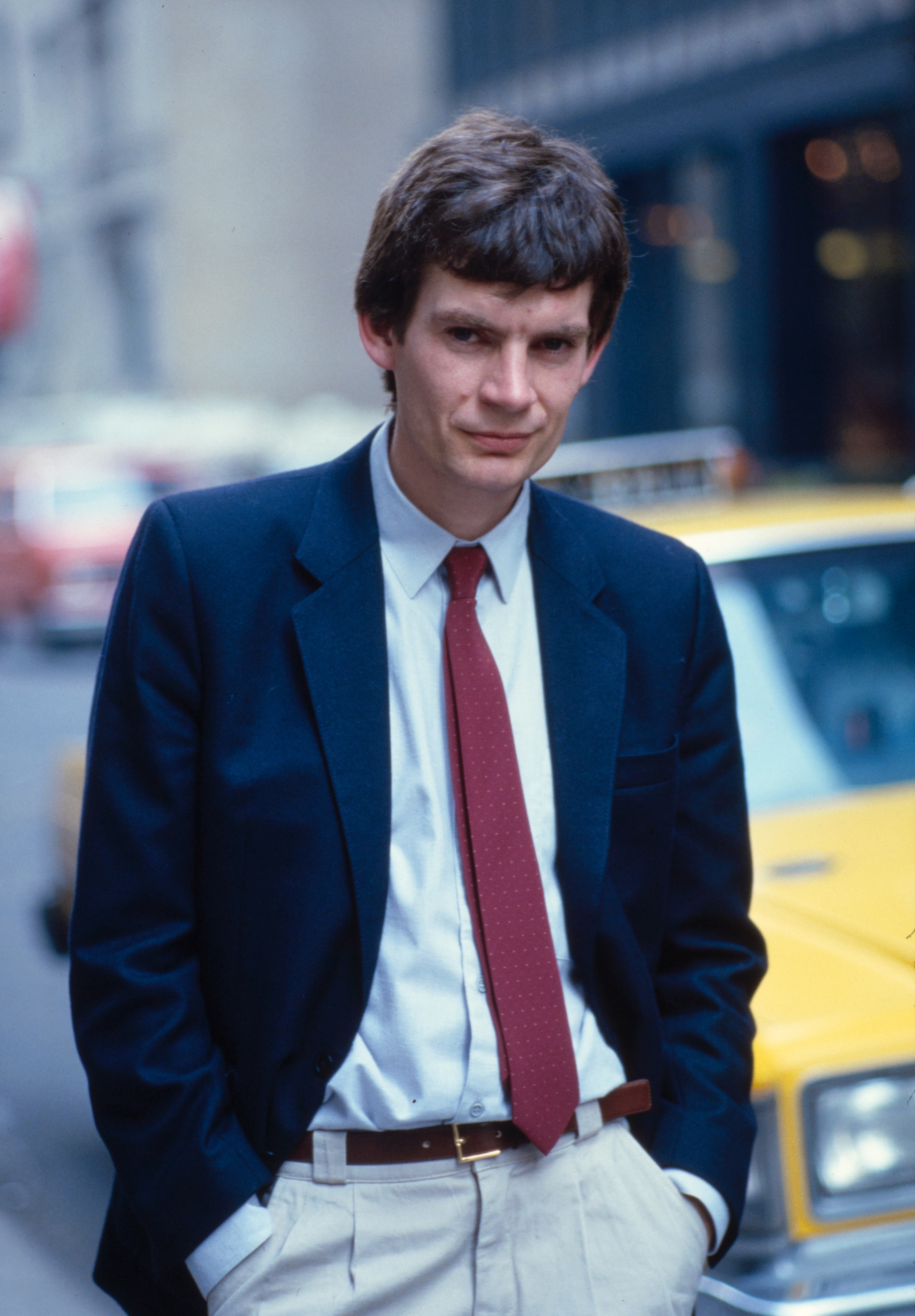
Graham Swift, erste Hälfte 1980er

Graham Colin Swift (* 4. Mai 1949 in London) ist ein britischer Schriftsteller.

## Leben und Schaffen
Swift besuchte das Dulwich College in London, das Queens’ College in Cambridge sowie die University of York und arbeitete danach als Lehrer.
Bekannt wurde er durch seinen preisgekrönten Roman Wasserland. Er schreibt Kurzgeschichten und Romane und zählt nach Ansicht verschiedener Kritiker, darunter der Feuilletonist Thomas David, zu den bedeutendsten Erzählern der britischen Gegenwartsliteratur. Sein Werk wurde mehrfach ausgezeichnet. Zentrales Thema seiner Bücher ist die Funktion der Erinnerung. Er entwickelt es anhand von Figuren aus der jüngeren englischen Geschichte durch Verknüpfung von persönlichen Schicksalen mit der Weltgeschichte. Besonderes Stilmittel ist dabei die achronologische Erzähltechnik – das aufgeschobene, fragmentierte Erzählen nachgetragener Vorgeschichten – und der Einsatz eines unzuverlässigen Erzählers.
Sein 2016 veröffentlichter Roman Mothering Sunday, der 2017 in der deutschen Übersetzung von Susanne Höbel unter dem Titel Ein Festtag erschien, wurde in mehr als 20 Sprachen übersetzt. Der Roman wurde auf Anhieb ein internationaler Bestseller und erhielt 2017 den renommierten Hawthornden-Preis.
Graham Swift lebt in London.

## Auszeichnungen
- 1983: Guardian Fiction Prize für Waterland
- 1983: Geoffrey Faber Memorial Prize für Shuttlecock
- 1996: Booker-Preis für Letzte Runde
- 1996: James Tait Black Memorial Prize für Letzte Runde
- 2017: Hawthornden-Preis für Mothering Sunday

## Werke
- The Sweet-shop owner. Novel, 1980
  - Ein ernstes Leben. Roman. Aus dem Englischen von Matthias Müller. Zsolnay, Wien 1986, ISBN 3-552-03827-2
- Shuttlecock. Novel, 1981
  - Alias Federball. Roman. Aus dem Englischen von Maria Gridling. Zsolnay, Wien 1983, ISBN 3-552-03537-0
- Learning to Swim. Short stories, 1982
  - Schwimmen lernen. Erzählungen. Aus dem Englischen von Barbara Rojahn-Deyk. Hanser, München 2006, ISBN 978-3-446-20769-1
- Waterland. Novel, 1983
  - Wasserland. Roman. Aus dem Englischen von Franziska Reiter. Rowohlt, Reinbek 1987, ISBN 3-499-15846-9
- Out of This World. Novel, 1988
- Ever after. Novel, 1992
  - Von jenem Tage an. Roman. Aus dem Englischen von Barbara Rojahn-Deyk. Rowohlt, Reinbek 1987, ISBN 3-499-22248-5
- Last orders. Novel, 1996
  - Letzte Runde. Roman. Aus dem Englischen von Barbara Rojahn-Deyk. Hanser, München 1997, ISBN 3-446-18959-9
- The Light of Day. Novel, 2003
  - Das helle Licht des Tages. Roman. Aus dem Englischen von Barbara Rojahn-Deyk. Hanser, München 2003, ISBN 3-446-20358-3
- Tomorrow. Novel, 2007
  - Im Labyrinth der Nacht. Roman. Aus dem Englischen von Barbara Rojahn-Deyk. dtv, München 2011, ISBN 978-3-423-24826-6
- Chemistry, short story, 2008
- Making an Elephant: Writing from Within, 2009
  - Einen Elefanten basteln. Vom Leben im Schreiben. Aus dem Englischen von Susanne Höbel. dtv, München 2019, ISBN 978-3-423-28184-3
- Wish you were here. Novel, 2011
  - Wärst du doch hier. Roman. Aus dem Englischen von Susanne Höbel. dtv, München 2012 ISBN 978-3-423-24922-5
- England and Other Stories, 2015
  - England und andere Stories. Erzählungen. Aus dem Englischen von Susanne Höbel. dtv, München 2016, ISBN 978-3-423-28072-3
- Mothering Sunday. A Romance, 2016
  - Ein Festtag. Roman. Aus dem Englischen von Susanne Höbel. dtv, München 2017, ISBN 978-3-423-28110-2
- Here We Are. A Novel, 2020
  - Da sind wir. Roman. Aus dem Englischen von Susanne Höbel. dtv, München 2020, ISBN 978-3-423-28220-8
- Twelve Post-War Tales, 2025

## Verfilmungen
Mehrere seiner Werke wurden verfilmt:
- sein Roman Shuttlecock unter gleichem Titel 1991 unter Regie von Andrew Piddington mit Alan Bates, Lambert Wilson und Kenneth Haigh
- sein Roman Waterland 1992 mit Jeremy Irons (siehe Waterland)
- der Roman Last Orders 2001 von Fred Schepisi mit Michael Caine, Bob Hoskins und Helen Mirren
- die Erzählung Mothering Sunday 2021 von Eva Husson mit Odessa Young, Josh O’Connor, Olivia Colman und Colin Firth (siehe Ein Festtag)